# استن فاکرلی
استن فاکرلی (انگلیسی: Stan Fazackerley; ۳ اکتبر ۱۸۹۱ – ۲۰ ژوئن ۱۹۴۶) بازیکن فوتبال اهل بریتانیا بود.
از باشگاه‌هایی که در آن بازی کرده‌است می‌توان به باشگاه فوتبال دربی کانتی، باشگاه فوتبال هال سیتی، باشگاه فوتبال شفیلد یونایتد، باشگاه فوتبال ولورهمپتون واندررز، باشگاه فوتبال کیدرمینستر هاریرس، باشگاه فوتبال اورتون، و باشگاه فوتبال آکرینگتون استنلی اشاره کرد.